# Feltens woelmuis
De Feltens woelmuis (Microtus felteni)  is een zoogdier uit de familie van de Cricetidae. De wetenschappelijke naam van de soort werd voor het eerst geldig gepubliceerd door Malec & Storch in 1963.